# ران پرلمن
رونالد ان. «ران» پرلمن (انگلیسی: Ronald N. "Ron" Perlman؛ زادۀ ۱۳ آوریل ۱۹۵۰) بازیگر و صداپیشه آمریکایی است.
او در بسیاری از فیلم‌ها نقش آفرینی کرده‌است که پسر جهنمی، پسر جهنمی ۲ و دشمن پشت دروازه‌ها از مهم‌ترین آنهاست. او همچنین در فیلم حاشیه اقیانوس آرام، جانوران شگفت‌انگیز و زیستگاه آن‌ها بازی کرده‌است. او همچنین در سریال‌های تلویزیونی پرطرفداری همانند فرزندان هرج و مرج نقش اصلی را ایفا کرده‌است.

## فیلم‌شناسی

### فیلم
| سال  | عنوان                                 | نقش                | یادداشت                                                                      |
| ---- | ------------------------------------- | ------------------ | ---------------------------------------------------------------------------- |
| ۱۹۸۱ | جستجو برای آتش                        | آموکار             | نامزد–جایزه جینی برای بهترین بازیگر خارجی                                    |
| ۱۹۸۶ | نام گل سرخ                            | سالواتوره          |                                                                              |
| ۱۹۹۳ | ماجراهای هاکلبری فین                  | پاپ فین            |                                                                              |
| ۱۹۹۴ | دانشکده پلیس: مأموریت مسکو            | کنستانتین          |                                                                              |
| ۱۹۹۵ | شهر کودکان گمشده                      | یک                 |                                                                              |
| ۱۹۹۵ | فلوک                                  | سیلوستر            |                                                                              |
| ۱۹۹۵ | شام آخر                               | نورمن              |                                                                              |
| ۱۹۹۶ | جزیره دکتر مورو                       | گوینده قانون       |                                                                              |
| ۱۹۹۷ | شاهزاده والیانت                       | بولتار             |                                                                              |
| ۱۹۹۷ | بیگانه: رستاخیز                       | جانر               |                                                                              |
| ۱۹۹۸ | روزی که مردم زود بیدار شدم            | سرایدار            |                                                                              |
| ۱۹۹۹ | هپی، تگزاس                            | مارشال             |                                                                              |
| ۲۰۰۰ | نان و گل‌های سرخ                       | خودش               |                                                                              |
| ۲۰۰۱ | دشمن پشت دروازه‌ها                     | کوسیلو             |                                                                              |
| ۲۰۰۲ | تیغه ۲                                | دیتر راینهارت      |                                                                              |
| ۲۰۰۲ | پیشتازان فضا: نمسیس                   | ریمن ویسروی        |                                                                              |
| ۲۰۰۳ | لونی تونز: بازگشت به مبارزه           | معاون              |                                                                              |
| ۲۰۰۴ | پسر جهنمی                             | پسر جهنمی          |                                                                              |
| ۲۰۰۵ | گم‌شده در آمریکا                       |                    |                                                                              |
| ۲۰۰۶ | رنگ محلی                              | کورتیس             |                                                                              |
| ۲۰۰۷ | به نام پادشاه: داستان محاصره سیاه‌چاله | نوریک              |                                                                              |
| ۲۰۰۸ | پسر جهنمی ۲: ارتش طلایی               | پسر جهنمی          | نامزد–جایزه اسکریم بهترین بازیگر فانتزی نامزد–جایزه اسکریم بهترین ابرقهرمان  |
| ۲۰۰۸ | تاریخ جهش‌یافتگان                      | برادر ساموئل       |                                                                              |
| ۲۰۰۸ | بیگانه                                |                    |                                                                              |
| ۲۰۰۹ | مقبره شیطان                           | وسلی               |                                                                              |
| ۲۰۰۹ | شغل                                   | جیم                |                                                                              |
| ۲۰۱۰ | بونراکو                               | نیکولا             |                                                                              |
| ۲۰۱۰ | فصل جادوگری                           | فلسون              |                                                                              |
| ۲۰۱۱ | کونان بربر                            | کورین              |                                                                              |
| ۲۰۱۱ | رانندگی                               | نینو               |                                                                              |
| ۲۰۱۲ | پادشاه عقرب ۳: نبرد برای رستگاری      | حوروس              |                                                                              |
| ۲۰۱۲ | کله‌خراب                               | شهردار ویلیامز     |                                                                              |
| ۲۰۱۳ | حاشیه اقیانوس آرام                    | هانیبال            |                                                                              |
| ۲۰۱۴ | تفلیس، دوستت دارم                     | آمریکایی موتورسوار |                                                                              |
| ۲۰۱۴ | ۱۳ گناه                               | چیل‌کت              |                                                                              |
| ۲۰۱۴ | پیش از اینکه ناپدید شوم               | بیل                |                                                                              |
| ۲۰۱۴ | تجارت پوست                            | ویکتور             | مستقیم-به-دی‌وی‌دی                                                             |
| ۲۰۱۴ | پوکر نایت                             | کالابرس            |                                                                              |
| ۲۰۱۵ | رهروان ماه                            | کیدمن              |                                                                              |
| ۲۰۱۵ | استخوان در گلو                        | —                  | تهیه‌کننده اجرایی                                                             |
| ۲۰۱۵ | استون‌وال                              | اد مورفی           |                                                                              |
| ۲۰۱۶ | چاک                                   | آل برورمن          |                                                                              |
| ۲۰۱۶ | همه چیزی که می‌بینم تو هستی            | —                  | تهیه‌کننده اجرایی                                                             |
| ۲۰۱۶ | جانوران شگفت‌انگیز و زیستگاه آن‌ها      | نارلک              |                                                                              |
| ۲۰۱۷ | سرخیو و سرگئی                         | پیتر               | همچنین تهیه‌کننده اجرایی                                                      |
| ۲۰۱۸ | آشر                                   | آشر                | همچنین تهیه‌کننده                                                             |
| ۲۰۱۹ | جنگ بزرگ                              | ژنرال پرشینگ       |                                                                              |
| ۲۰۲۰ | بیگ آگلی                              | پرستون             | همچنین تهیه‌کننده اجرایی                                                      |
| ۲۰۲۰ | شکارچی هیولا                          | ادمیرال            |                                                                              |
| ۲۰۲۱ | کوچه کابوس                            | برونو              |                                                                              |
| ۲۰۲۱ | بالا رو نگاه نکن                      | بندیکت دراسک       | نامزد–جایزه انجمن بازیگران فیلم برای گروه بازیگران برجسته در یک فیلم سینمایی |
| ۲۰۲۱ | این بازی به نام قتل                   | آقای والندورف      |                                                                              |
| ۲۰۲۲ | There Are No Saints                   |                    |                                                                              |
| ۲۰۲۲ | نانوا                                 |                    |                                                                              |
| ۲۰۲۲ | پینوکیوی گیرمو دل تورو                |                    |                                                                              |
| ۲۰۲۲ | How I Got There                       |                    |                                                                              |
| ۲۰۲۳ | Heroes of the Golden Masks            |                    |                                                                              |
| ۲۰۲۳ | تبدیل‌شوندگان: ظهور جانوران            |                    |                                                                              |
| ۲۰۲۳ | برنامه بازنشستگی                      |                    |                                                                              |
| ۲۰۲۳ | Day of the Fight                      |                    |                                                                              |
| ۲۰۲۴ | تحریک‌کنندگان                          |                    |                                                                              |
| ۲۰۲۴ | آمرزش                                 |                    |                                                                              |

### تلویزیون
| سال       | عنوان        | نقش           | یادداشت |
| --------- | ------------ | ------------- | --- |
| ۱۹۹۰–۱۹۸۷ | دیو و دلبر   | وینسنت        | ۵۵ قسمت جایزه گلدن گلوب بهترین بازیگر مرد – مجموعه تلویزیونی درام (۱۹۸۹) نامزد–جایزه امی ساعات پربیننده برای بهترین بازیگر نقش اول مرد در مجموعه تلویزیونی درام (۱۹۸۹–۱۹۸۸) |
| ۲۰۰۰–۱۹۹۸ | هفت دلاور    | جوزایا سانچز  | ۲۲ قسمت |
| ۲۰۰۱      | افسون‌شده     | کلرمن         | قسمت: «مبارزه با شیاطین» |
| ۲۰۰۶      | اساتید وحشت  | دواین بورسل   | قسمت: «طرفدار زندگی» |
| ۲۰۱۳–۲۰۰۸ | فرزندان آشوب | کلی مارو      | ۷۵ قسمت |
| ۲۰۱۵      | فهرست سیاه   | لوتر براکستون | ۲ قسمت |
| ۲۰۱۸–۲۰۱۷ | استارت‌آپ     | وس چندلر      | ۲۰ قسمت |
| ۲۰۲۲–۲۰۱۹ | اسارت        | فرانک         | ۱۰ قسمت |

### فیلم
| سال  | عنوان                        | نقش                          | یادداشت |
| ---- | ---------------------------- | ---------------------------- | ------- |
| ۱۹۹۵ | آزادمرد گریان                | کاراگاه نیث                  |         |
| ۲۰۰۰ | تیتان ای.ئی                  | سم تاکر                      |         |
| ۲۰۰۵ | تارزان ۲                     | کاگو                         |         |
| ۲۰۰۶ | پسر جهنمی: شمشیر طوفان       | پسر جهنمی                    |         |
| ۲۰۰۷ | پسر جهنمی: خون و آهن         | پسر جهنمی                    |         |
| ۲۰۰۷ | نبرد برای ترا                | ورین                         |         |
| ۲۰۰۸ | افسانه‌های اسپایدرویک         | کلاه سرخ                     |         |
| ۲۰۱۰ | گیسوکمند                     | استابینگتون                  |         |
| ۲۰۱۳ | لیگ عدالت: پارادوکس فلش‌پوینت | اسلید ژوزف ویلسون / دث‌استروک |         |
| ۲۰۱۳ | پرسی جکسون: دریای هیولاها    | پولیفموس                     |         |
| ۲۰۱۴ | کتاب زندگی                   | شیبالبا                      |         |
| ۲۰۲۲ | پینوکیو                      | پودستا                       |         |

### تلویزیون
| سال             | عنوان                            | نقش                                 | یادداشت                   |
| --------------- | -------------------------------- | ----------------------------------- | ------------------------- |
| ۱۹۹۳–۱۹۹۲       | بتمن: مجموعه پویانمایی           | کلی‌فیس                              |                           |
| ۱۹۹۴            | علاءالدین                        | آربیوتس / ژنرال خاودا               |                           |
| ۱۹۹۴            | پری دریایی کوچولو                | آپولو                               | قسمت: «قهرمان‌ها»          |
| ۱۹۹۹–۱۹۹۷       | سوپرمن: مجموعه پویانمایی         | جکس-اور                             | ۳ قسمت                    |
| ۱۹۹۸–۱۹۹۷       | ماجراجویی‌های جدید بتمن           | کلی‌فیس                              | ۲ قسمت                    |
| ۲۰۰۰            | باز لایتیر فرماندهی ستاره        | رهبر                                | قسمت: «ماه شکار شده»      |
| ۲۰۰۶–۲۰۰۳       | تایتان‌های نوجوان                 | اسلید                               | ۱۷ قسمت                   |
| ۲۰۰۷–۲۰۰۴       | دنی فانتوم                       | آقای لنسر                           | ۲۳ قسمت                   |
| ۲۰۰۷            | کیم پاسیبل                       | وارهاوک                             | ۲ قسمت                    |
| ۲۰۰۷            | آواتار: آخرین بادافزار           | خدای آتش سوزین                      | قسمت: «آواتار و خدای آتش» |
| ۲۰۱۲–۲۰۰۸       | ۱۰۰۰ راه برای مردن               | راوی                                | ۴۵ قسمت                   |
| ۲۰۰۹            | جنگ ستارگان: جنگ‌های کلون         | غا نچکت                             | ۲ قسمت                    |
| ۲۰۰۹            | مرغ ربات                         | تونی استارک                         | قسمت: «به مامانم بگو»     |
| ۲۰۱۴، ۲۰۱۰      | آرچر                             | رامون لیمون                         | ۲ قسمت                    |
| ۲۰۱۰            | بتمن شجاع و جسور                 | دکتر دابل ایکس                      | قسمت: «یک خفاش تقسیم شد!» |
| ۲۰۲۰، ۲۰۱۲–۲۰۱۱ | بابای آمریکایی!                  | شکارچی هیولا / سرهنگ / فانگ / راهزن | ۴ قسمت                    |
| ۲۰۱۷–۲۰۱۱       | وقت ماجراجویی                    | لیچ                                 | ۱۰ قسمت                   |
| ۲۰۱۶–۲۰۱۵       | لاک‌پشت‌های نینجای جهش‌یافته نوجوان | آرماگون                             | ۳ قسمت                    |
| ۲۰۱۹، ۲۰۱۷      | ماجراجویی راپانزل گیسوکمند       | برادران استابینگتون                 | ۳ قسمت                    |
| ۲۰۱۹–۲۰۱۸       | فضای نهایی                       | جان                                 | ۶ قسمت                    |
| ۲۰۲۱            | وقت ماجراجویی:سرزمین‌های دوردست   | لیچ                                 | قسمت: «دوباره با هم»      |